# Westminster-modellen
Westminster-modellen, Westminster-systemet eller majoritetsmodellen er en parlamentarisk styreform, der er baseret på Storbritanniens politiske system. Modellen er opkaldt efter parlamentsbygningen i London, Palace of Westminster. Den benyttes foruden Storbritannien af en række tidligere britiske kolonier; Canada, Australien, Jamaica og Indien samt i Republikken Irland. Westminster-modellen indebærer et sæt procedurer for organiseringen af den lovgivende forsamling. Politologen Arend Lijphart skelner mellem Westminster-modellen på den ene side og konsociationalisme/konsensusmodellen på den anden. 
I sin idealform har Westminster-modellen følgende karakteristika.
- Den udøvende magt er koncentreret i regeringer, som udspringer af ét parti, der har flertal i parlamentet.
- Den parlamentariske magt er sammensmeltet med regeringen, fordi regeringspartiet har flertal i og dermed kontrollerer den folkevalgte forsamling.
- Et assymetrisk tokammersystem eller et etkammersystem uden nævneværdig magtdeling (evt. et overhus som i Storbritannien)
- Et topartisystem (i realiteten er der ofte nogle mindre partier, men de to største dominerer)
- Et endimensionelt partisystem, der i den politiske kamp koncentreres om ét sagsområde, f.eks. økonomisk politik.
- Et valgsystem med flertalsvalg i enkeltmandskredse.
- En centraliseret statsmagt.
- Et system uden formelle konstitutionelle begrænsninger af regeringens magt.